# Ichthyosaurus anningae
Ichthyosaurus anningae — вид іхтіозаврів. Відомий за рештками, знайденими в нижньоюрських породах Дорсету (Велика Британія). Описаний 2015 року, хоча скам'янілості було знайдено раніше.
Голотип виду є найповнішим відомим скелетом іхтіозавра свого віку. Окрім нього, до цього виду відносять ще 4 екземпляри, принаймні 3 з яких є ювенільними.
Названий на честь британської колекціонерки скам'янілостей та палеонтолога-любителя Мері Еннінг (Mary Anning), яка 1811 року першою знайшла рештки іхтіозавра.